# Cheix-en-Retz
Cheix-en-Retz är en kommun i departementet Loire-Atlantique i regionen Pays de la Loire i nordvästra Frankrike. Kommunen ligger i kantonen Le Pellerin som tillhör arrondissementet Nantes. År 2022 hade Cheix-en-Retz 1 172 invånare.

## Befolkningsutveckling
Antalet invånare i kommunen Cheix-en-Retz
| Referens: INSEE |